# Union syndicale fédérale
Pour les articles homonymes, voir USF.
 (septembre 2016).
Si vous disposez d'ouvrages ou d'articles de référence ou si vous connaissez des sites web de qualité traitant du thème abordé ici, merci de compléter l'article en donnant les références utiles à sa vérifiabilité et en les liant à la section « Notes et références ».
 (septembre 2016).
L’Union syndicale fédérale rassemble des organisations syndicales de la fonction publique européenne (institutions et organes de l'Union européenne) et internationale en Europe (comme Eurocontrol, Office européen des brevets, Conseil de l'Europe) sous le signe de l'union et de la solidarité avec le monde du travail.
Ces organisations ont en commun la volonté de promouvoir l'idée d'un véritable service public européen et international dans la paix et pour la prospérité des citoyens.

## Histoire
Bien que l’Union syndicale et d’autres syndicats européens se soient créés dans les années 1960, ce n’est qu’en 1974 que voit le jour l’Union des Syndicats qui deviendra l’Union syndicale fédérale en 1994.
Au début des années 1970, les personnels d’à peu près toutes les institutions européennes ou organisations implantées en Europe prennent conscience de la nécessité d’élargir leur action pour lutter contre la dégradation de l’esprit de coopération et des valeurs à l’origine de la construction européenne.[réf. nécessaire]
Ils veulent placer du personnel sur un pied d’égalité avec les autorités statutaires dans la négociation des conditions matérielles et morales de travail. À cet effet, ils veulent renforcer la coordination entre tous les syndicats d’organismes européens internationaux adhérents aux principes de l’ISP (Internationale des Services publics) et de la CISL (Confédération italienne des syndicats des travailleurs).
15, 16 et 17 mars 1974 à Ispra : création de la « Fédération provisoire » de l’Union des syndicats et adoption de la « déclaration d’Ispra » qui précise les valeurs des organisations membres et jette les bases d’un programme commun.
16-17 novembre 1974 (Congrès de Bruxelles) : Congrès constitutif de l’Union des Syndicats des services publics européens et internationaux (USSPEI).

### Organisations membres de la Fédération au moment de la fondation
- Union syndicale, Service public européen, Bruxelles (personnel des Communautés européennes et d’Eurocontrol)
- Syndicat général du personnel des organismes européens, Luxembourg (personnel des Communautés européennes et d’Eurocontrol)
- Union syndicale Euratom Ispra
- Union syndicale Euratom Karlsruhe
- Union Syndicale Euratom Petten
- Union syndicale OCDE Paris
- Syndicat des agents du Conseil de l’Europe, Strasbourg
- Syndicat du personnel de l’Institut international des brevets, Den Haag.

À cette époque, l’Union des Syndicats compte +/- 6 000 adhérents.

#### Congrès de l’USF après 1974
- Den Haag - 25 et 26 septembre 1976
- Luxembourg – 30 septembre et 1er octobre 1978
- Bruxelles - 3, 4 et 5 octobre 1980
  -  Adhésion de la CCD (Conseil de Coopération Douanière – Bruxelles)
  - Adhésion de l’US Jet Culham (Joint European Torus – programme de recherche sur la fusion nucléaire - créé en 1979)
- Luxembourg - 18, 19 et 20 novembre 1983
- Ispra - 24 et 25 septembre 1988
- Convention UdS à Strasbourg - 29 et 30 octobre 1993

#### Congrès de Florence: 29 et 30 avril 1994
L’Union des syndicats prend le nom d’Union syndicale fédérale.
A la suite de ce Congrès, l’USF est désormais composée des organisations suivantes :
- Union syndicale, Service public européen (USB), Bruxelles
- Union syndicale, Service public européen (USL), Luxembourg
- Unione Sindacale Euratom, Ispra
- Union syndicale Euratom, Karlsruhe
- Union syndicale, Service public européen, Petten
- Union syndicale JET, Culham
- Union syndicale, Office européen des brevets Den Haag – München– Berlin – Vienne (les quatre sections sont reconnues comme une US OEB centrale)
- Union syndicale des agents du Conseil de l’Europe (SACE), Strasbourg
- Union syndicale, Conseil de coopération douanière, Bruxelles
- Syndicat des travailleurs des Institutions de l’Union européenne (STIUE), Ispra (nouvelle adhésion)
- Union syndicale Eurocontrol, France (nouvelle adhésion).

#### Congrès de Bruxelles: 8 et 9 mai 1998
- Adhésion de l’US-Cedefop (Centre européen pour le développement de la formation professionnelle), Thessaloniki
- Adhésion de l’US-Eurofound (Fondation européenne pour l’amélioration des conditions de vie et de travail), Dublin
- Adhésion de l’US-ETF (Fondation européenne pour la formation) - Torino
- Adhésion de l’US-Écoles européennes (regroupement de toutes les US-Écoles européennes locales)

#### Congrès d'Athènes[2]: 1 au 3 mai 2003
- Adhésion de l’EPSU-Fusion (qui remplace l’US Jet, le JET ayant été intégré dans un programme global – voir aussi EUROfusion et ITER)
- Adhésion de l’IUE (Institut universitaire européen), Florence
- Adhésion de l’US-CDE (Centre de développement de l’entreprise), Bruxelles
- Adhésion de l’US-EEA (Agence européenne de l’environnement), Copenhague
- Adhésion de l’US-EUMC (Observatoire européen des phénomènes de racisme et de xénophobie), Vienne
- Désaffiliation de l’US-OMD (Organisation mondiale des douanes, anciennement Conseil de coopération douanière)

Remarques : les deux points principaux de ce Congrès sont :
- L’élargissement de l’UE en 2004 (10 pays supplémentaires).
- La Réforme du statut des fonctionnaires et agents qui en découle.

En 2003, l’USF adhère au Mouvement européen international.

#### Congrès de Crotone[2]: 9 et 10 mai 2008
- Adhésion de l’US-FRA (European Union Agency for Fundamental Rights), Vienne
- Adhésion de l’US-CTA (Centre de coopération agricole et rurale), Wageningue
- Adhésion de l’US-ESA – ESTEC (Agence spatiale européenne), Noordwijk
- Adhesion de l’US-OSHA/EASHW (European Agency for Safety and Health at Work), Bilbao
- Adhésion de l’US-EUSC (European Union Satellite Center), Torrejón
- Adhésion de l’US-IPSO (International and European Public Services Organisation), Francfort
- Adhésion de l’Union syndicale hors union.
- Association de la Confédération syndicale européenne SFE-CISL – Bruxelles/Ispra

Le mandat principal du Congrès de Crotone concerne l’application du droit social de l’Union aux institutions et aux organisations internationales.

#### Congrès de Nivelles[2]: du 25 au 27 septembre 2011
Les membres restants de l’US-EEA (Agence européenne de l’environnement), Kobenhavn, ont intégré l’USL.
L’US-FRA (European Union Agency for Fundamental Rights), le Congrès ratifie la disparition de l'US-FRA.
US Écoles européennes : la seule active est celle de Bergen. Le Congrès confirme la disparition de l’US EE et ratifie l’adhésion de la section EE de Bergen.
Le Congrès recommande aux organisations qui se trouvent sur les sites où il y a des Écoles européennes d’accueillir les membres US de ces écoles. Le Congrès ratifie la demande de désaffiliation de US OEB, qui a une structure fédérale, et accepte les demandes d’adhésion des 4 sections locales de l’Office (Berlin, La Haye, Munich et Vienne).
Le Congrès constate la disparition de l’US-CTA et de l’US-EUSC.
L’US hors union a également quitté l’USF
À la suite du changement décidé au Congrès, l’US OEB Munich envoie sa lettre de démission à l’USF le 27 septembre et l’US OEB Vienne fait de même le 22 novembre 2011.

#### Congrès de Dubrovnik[3]: du 1 au 3 mai 2015
- Le Congrès prend acte de la démission de l’USL, notifiée le 10 mars 2015.
- Adhésion de l’OFAJ (Office franco-allemand de la jeunesse), Berlin-Paris.
- Adhésion de l’EPSU-CdJ (Cour de justice), Luxembourg.
- Adhésion de l’USF-section Luxembourg[4]
- Disparition de l’ESA– ESTEC (Agence spatiale européenne), Noordwijk
- L’US Karlsruhe n’est plus active mais demande à ne pas être radiée de l’USF.

#### 2016
Le Comité fédéral, lors de la réunion du 16 juillet, accepte l’adhésion de 2 nouvelles organisations :
- US Eurojust Den Haag
- US Parlement européen – Bruxelles, Luxembourg
- Ces 2 adhésions seront ratifiées par le prochain Congrès.

#### 2017
Le Comité fédéral, lors de la réunion du 1er juillet 2017 à Strasbourg, accepte l'adhésion de l'Association du personnel du Secrétariat des États ACP

#### 2018
Le Comité fédéral du 15 juin 2018 acte la disparation de l'US-Bergen (Écoles Européenne) sans radiation

#### 2023

##### Congrès d'Alicante: du 6 au 9 mai 2023
- Le Congrès valide l'adhésion de l'US OEB Vienne (SUEPO - Wien), et du syndicat US-EASA l'Agence européenne de la sécurité aérienne de Cologne.
- Disparition de Association du Personnel du Secrétariat ACP et de l'US Ecole européenne Bergen. Le congrès maintient le statut de l'US-Karlsruhe.
- Première apparition de la problématique du développement durable dans les résolutions du Congrès.

#### Présidents
Présidents de l’UdS / USF depuis le début de la création de la fédération 
- 1974 – 1980 : Jean Nemo (USB)
- 1980 – 1981 : Luigi Ronchi (USL)
- 1981 – 1987 : Pierre Blanchard (US Petten)
- 1987 – 1989 : Didier Hespel (USB)
- 1989 – 1998 : Santo Picciolo (USL)
- 1998 – 2008 : Giovanni Sergio (USB)
- 2008 – 2009 : Pino Calo (USL)
- 2009 - 2015 : Sylvie Jacobs (USB)
- 2015 - 2019 : Bernd Loescher (USB)[4]
- 2019 - 2023 : Nicolas Mavraganis (USF-Luxembourg)
- 2023 - 2027 : Nicolas Mavraganis (USF-Luxembourg)

## Les combats syndicaux
Au cours de sa longue histoire, l’Union Syndicale a notamment obtenu :
- Le droit de se syndiquer : le droit statutaire pour le personnel d’être membre d’une organisation syndicale ou professionnelle ;
- Le droit de négociation et de grève : la reconnaissance statutaire du droit des syndicats à conclure des accords au nom du personnel, à négocier les conflits en son nom, et le cas échéant, à organiser des actions de grève ;
- La méthode d'adaptation des rémunérations et des pensions[5] : Le Statut des fonctionnaires des Communautés Européennes, adopté par le Conseil, établit les conditions  de  travail, les  droits et obligations  de la fonction publique européenne. Il comprend  notamment des dispositions établissant les principes fondamentaux de l'adaptation des rémunérations[6].

La  Méthode a consacré deux principes fondamentaux. Le premier et le plus important est celui du parallélisme. Il vise à faire évoluer de manière parallèle - en termes de pouvoir d'achat - les rémunérations des fonctionnaires et celles des fonctionnaires nationaux (en moyenne des États membres). Le deuxième principe est celui de l'équivalence de pouvoir d'achat. Il signifie que quels que soient les lieux d'affectation des fonctionnaires communautaires, leur rémunération doit être calculée de manière à offrir le même pouvoir d'achat, à situation égale. C'est pourquoi les traitements de base sont accompagnés, selon les lieux de service, de coefficients correcteurs positifs ou négatifs destinés à garantir précisément cette égalité salariale.

### Définition de la Méthode
La Méthode est une conquête sociale inappréciable car elle lie le pouvoir discrétionnaire du Conseil en introduisant un automatisme absolu qui évite de devoir négocier deux fois par an l'évolution des rémunérations des fonctionnaires européens. La méthode détermine exactement la manière de prendre en compte l'augmentation éventuelle des traitements publics. Ainsi il n'est plus question d'accepter des données fantaisistes, des statistiques discutables ou des pondérations arbitraires. La Méthode fixe les seuils d'augmentation du coût de la vie qui déclenchent les adaptations intermédiaires des rémunérations. Par exemple en 1983 l'adaptation salariale prévue était de 3 %.

#### Effets de l'application de la Méthode
L’adoption et la reconduction successive – en 1972, 1976, 1981, 1991, 2004 et 2014 – d’une méthode d’adaptation des rémunérations et des pensions pour les fonctionnaires. De 1991 à 2009, ont fait que les salaires ont augmenté de 50 % sans conflit. À chaque fois, c’est l’Union Syndicale qui a formulé les propositions, mené les négociations, organisé les actions de grève lorsque c’était nécessaire, conclu l’accord, et veillé à son application correcte. Pour les années 2011 et 2012, après un arrêt de la Cour de justice, le Conseil de l'Union européenne et le Parlement européen n’ont accordé que 0 % et 0,8 % au lieu de deux fois 1,7 % d’adaptation.
L’Union Syndicale continue, par tous les moyens juridiques disponibles, à exiger le respect de la Méthode pour ces années.